# Májová deklarace (1917)

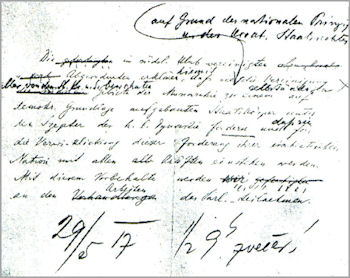
Májová deklarace

Májová deklarace (slovinsky Majniška deklaracija, srbochorvatsky Majska deklaracija) byla prohlášením poslanců jugoslávského klubu v Říšské radě, které pronesl poslanec Anton Korošec 30. května 1917. Iniciativa vzniku prohlášení patrně vzešla od Janeze Kreka.
Poslanci s odkazem na národnostní princip a chorvatské státní právo navrhli, aby všechna území monarchie, na nichž žijí Slovinci, Chorvati a Srbové, byla sjednocena pod žezlem habsbursko-lotrinské dynastie do jediného státního tělesa, které bude zbaveno veškeré cizí národní nadvlády a vybudováno na demokratickém základě. Zmínce o panování habsbursko-lotrinské dynastie byl v pozdějších dobách přikládán taktický význam.
Deklarace tak počítala s trializací monarchie. Proti myšlence společného státního tělesa jižních Slovanů vtělené do Májové deklarace se postavily vojenské kruhy, císařský dvůr, vlády Předlitavska i Zalitavska, ale také všechny německé politické strany. Koncem července 1917 však byla Májová deklarace v listě Slovenec prohlášena za minimální program, od něhož nehodlá politická reprezentace jižních Slovanů ustoupit.